# Auguste Serrurier
Auguste Serrurier, francoski lokostrelec, * 25. marec 1857, Denain, Francija, †  ?.
Sodeloval je na lokostrelskem delu poletnih olimpijskih igrah leta 1900 v disciplinah Sur la Perche à la Herse (tretje mesto) in Sur la Perche à la Pyramide (tretje mesto).